# دوک باکینگهام
دوک باکینگهام با ارجاع به شهرک باکینگهام لقبی بود که بارها در انگلستان و بریتانیای بزرگ نام برده شده‌است.
این دوک‌ها در دو وضعیت تعریف شدند:
دوک نشین‌های باکینگهام و نورمانبی
و دوک نشین‌های باکینگهام و چاندوس

## تاریخچه دوک‌های باکینگهام

### خلقت اول (۱۴۴۴)

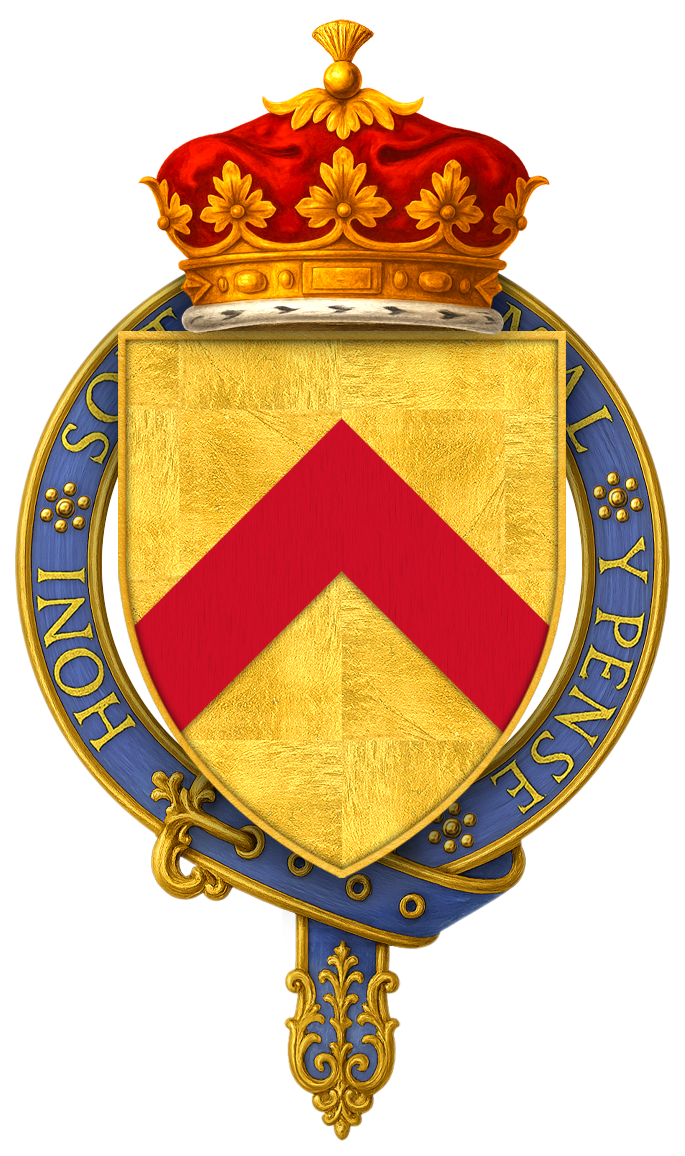
بازوهای همفری استافورد، اولین دوک باکینگهام (۱۴۰۲–۱۴۶۰)

اولین دوک در ۱۴ سپتامبر ۱۴۴۴ لقب گرفت، زمانی که هامفری استافورد، به عنوان دوک باکینگهام انتخاب شد.

### خلقت دوم (۱۶۲۳)

بازوهای جورج ویلیرز، اولین دوک باکینگهام (۱۵۹۲–۱۶۲۸)

لقب دومین دوک در سال ۱۶۲۳به جورج ویلیرز تعلق گرفت.

### خلقت سوم (۱۷۰۳)

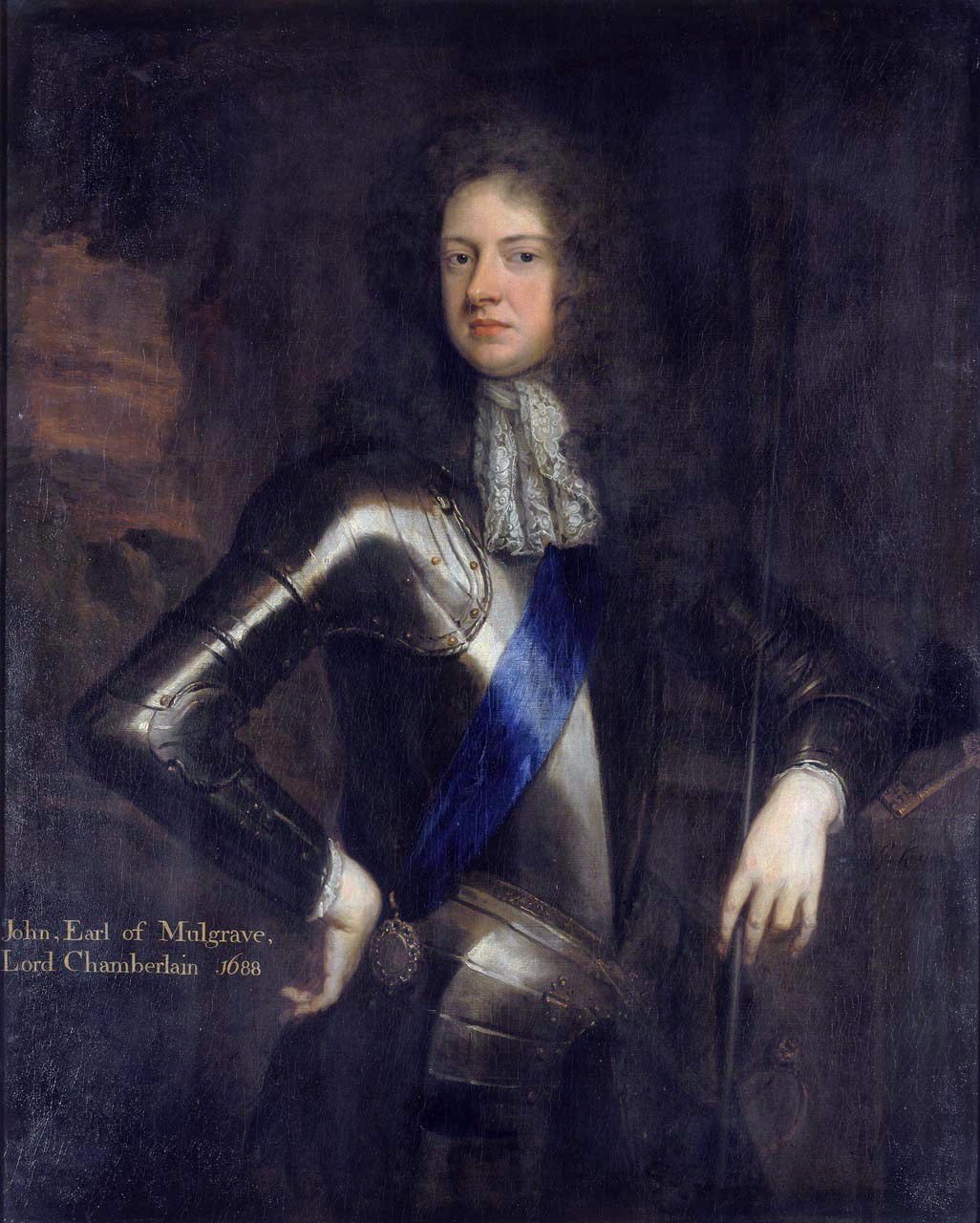
جان شفیلد، اولین دوک باکینگهام و نورمنبی (۱۶۴۸–۱۷۲۱)

لقب سومین دوک به عنوان دوک باکینگهام و نورمنبی، در سال ۱۷۰۳ به جان شفیلد رسید.